# Mul Mantra
El mul mantra es la composición literaria más importante de las que constan en el Adi Granth, el texto sagrado de la religión Sij. El mantra consiste en doce palabras en punyabí, escritas en el sistema de escritura gurmukhi. Mul mantra significa "El mantra raíz".
También es conocido como mool mantra o mul mantar
Se dice que el Mul mantra es la primera composición atribuida a Guru Nanak después de su “iluminación”, aproximadamente cuando tenía 30 años. Comenzando como la base de la fe sij, el Mul mantra encapsula enteramente la teología sij. Cuando un sij comienza su entrenamiento en el Gurbani, este es el primero verso que aprenderá.
Los sijs creen que el mul mantra se resume en su primera frase, “Ek ongkar”, que además de ser la primera frase del mantra, es también uno de los nombres más amados de Dios para los sijs.

## Traducción del Mul Mantra
ੴ ਸਤਿ ਨਾਮੁ ਕਰਤਾ ਪੁਰਖੁ ਨਿਰਭਉ ਨਿਰਵੈਰੁ ਅਕਾਲ ਮੂਰਤਿ ਅਜੂਨੀ ਸੈਭੰ ਗੁਰ ਪ੍ਰਸਾਦਿ ॥
Dios es uno. Su nombre es verdadero. Ser creador personificado. No hay miedo. No hay repudio. Imagen del que no muere, más allá del nacimiento, existente por sí mismo. Por la gracia del gurú.

| Gurmukhi       | transliteración     | traducción                                  | traducción alternativa                      |
| -------------- | ------------------- | ------------------------------------------- | ------------------------------------------- |
| ੴ              | ek ong kar          | el ser es uno                               | hay un solo om                              |
| ਸਤਿ ਨਾਮੁ          | sathe nam           | su nombre es verdad                         | su nombre es verdad                         |
| ਕਰਤਾ ਪੁਰਖੁ        | kartha pur          | creador del universo                        | creador del universo                        |
| ਨਿਰਭਉ ਨਿਰਵੈਰੁ      | nirbo, nirver       | más allá del miedo, más allá de la venganza | más allá del miedo, más allá de la venganza |
| ਅਕਾਲ ਮੂਰਤਿ        | akol muret          | más allá de la muerte                       | más allá de la muerte                       |
| ਅਜੂਨੀ            | adyuni              | no nacido                                   | no nacido                                   |
| ਸੈਭੰ             | saibhang            | existe por sí mismo                         | existe por sí mismo                         |
| ਗੁਰ ਪ੍ਰਸਾਦਿ॥       | gur prasad          | por la gracia del maestro                   | por la gracia de la sabiduría               |
| ॥ ਜਪੁ॥          | yap                 | medita                                      | medita                                      |
| ਆਦਿ ਸਚੁ          | ad sach             | verdad en el principio                      | verdad en el principio                      |
| ਜੁਗਾਦਿ ਸਚੁ॥        | yugad sach          | verdad en todas las iugas                   | verdad en todas las eras                    |
| ਹੈ ਭੀ ਸਚੁ         | hebi sach           | verdad incluso ahora                        | verdad incluso ahora                        |
| ਨਾਨਕ ਹੋਸੀ ਭੀ ਸਚੁ॥੧॥ | naneko hose bi sach | nanak dice que la verdad siempre será       | Nanak dice que la verdad siempre será       |